# Tisserin intermédiaire
Ploceus intermedius
Espèce
Statut de conservation UICN

 LC  : Préoccupation mineure
Le Tisserin intermédiaire (Ploceus intermedius) est une espèce de passereaux appartenant à la famille des Ploceidae.

## Galerie

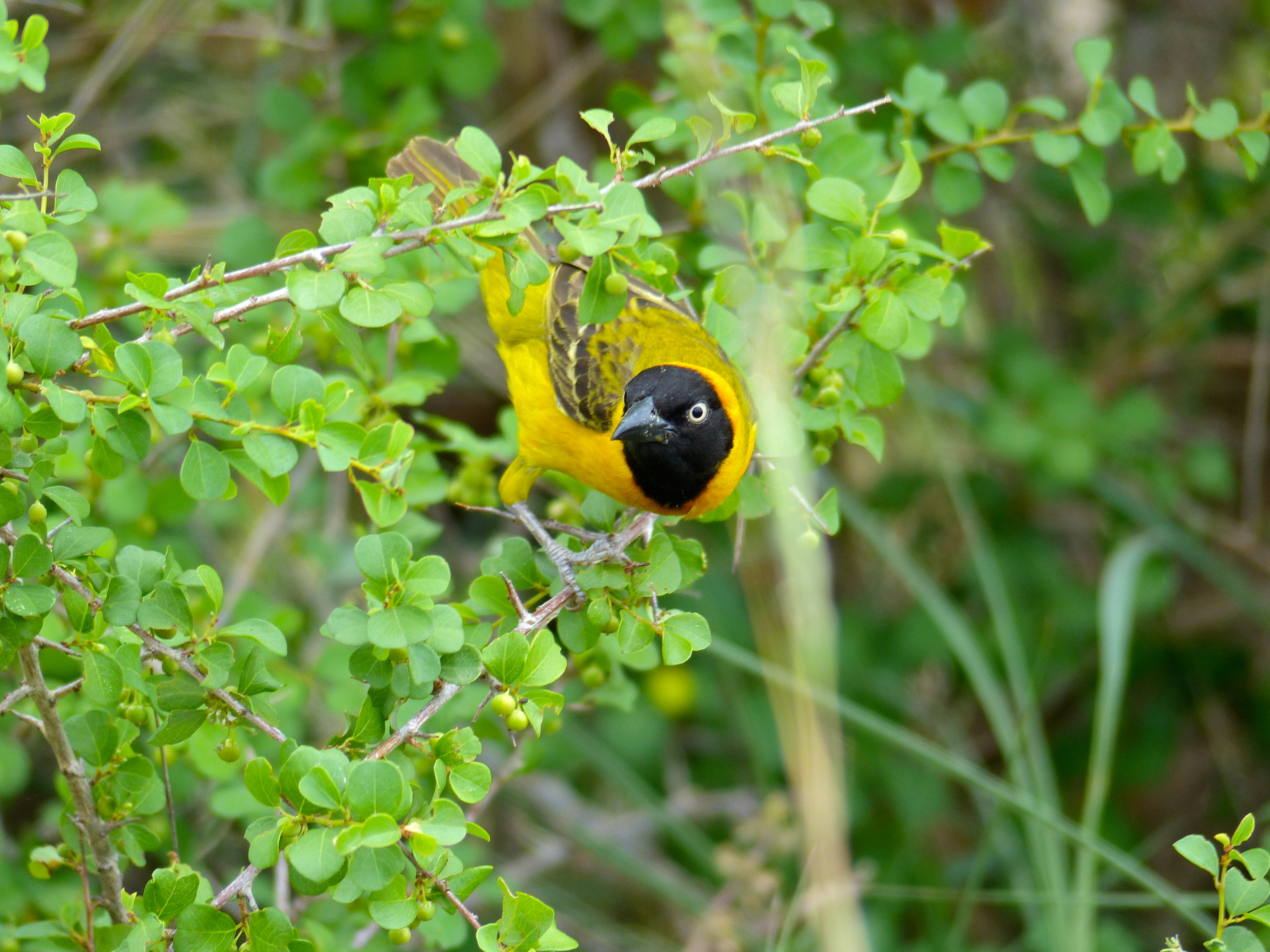
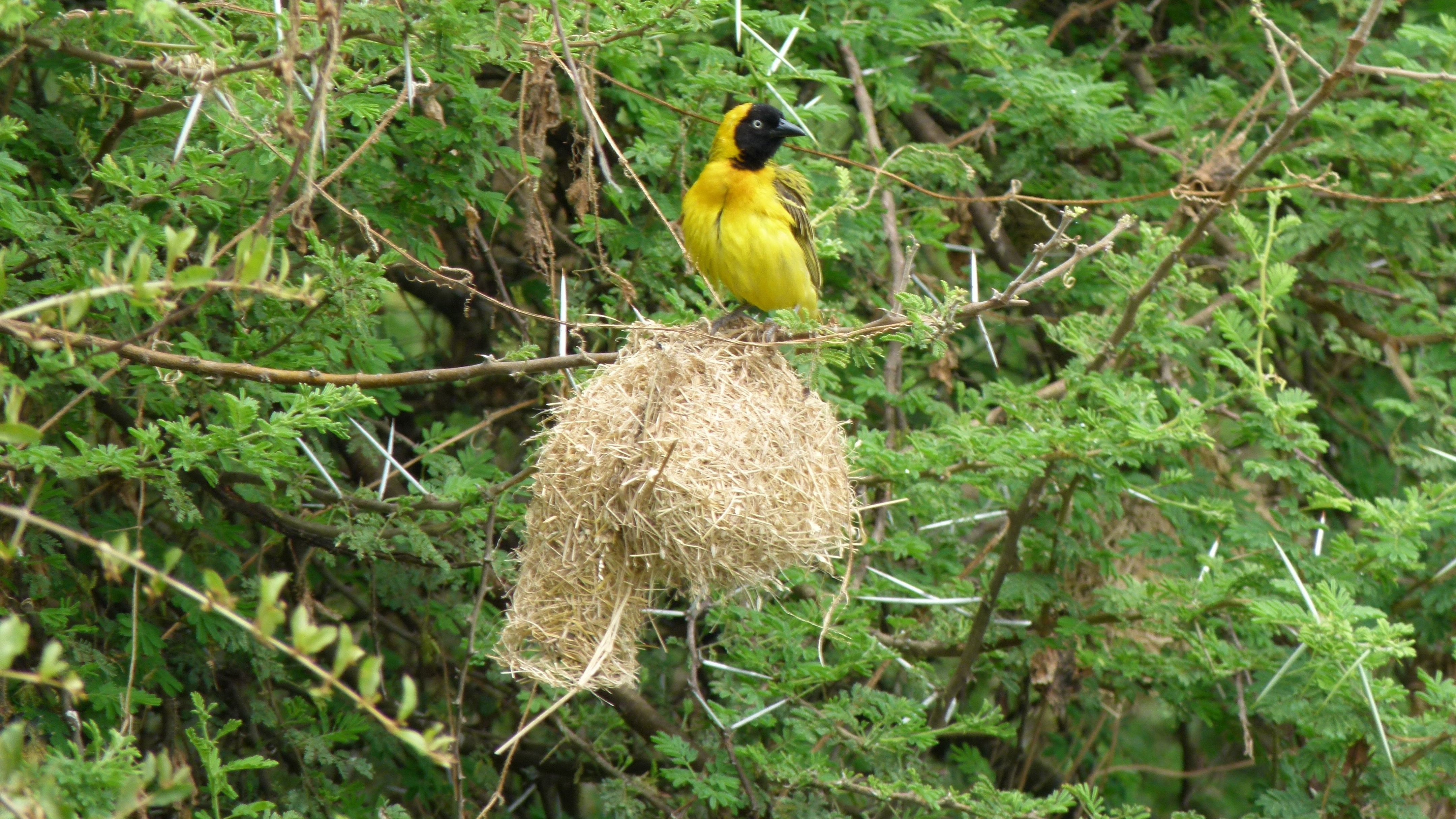
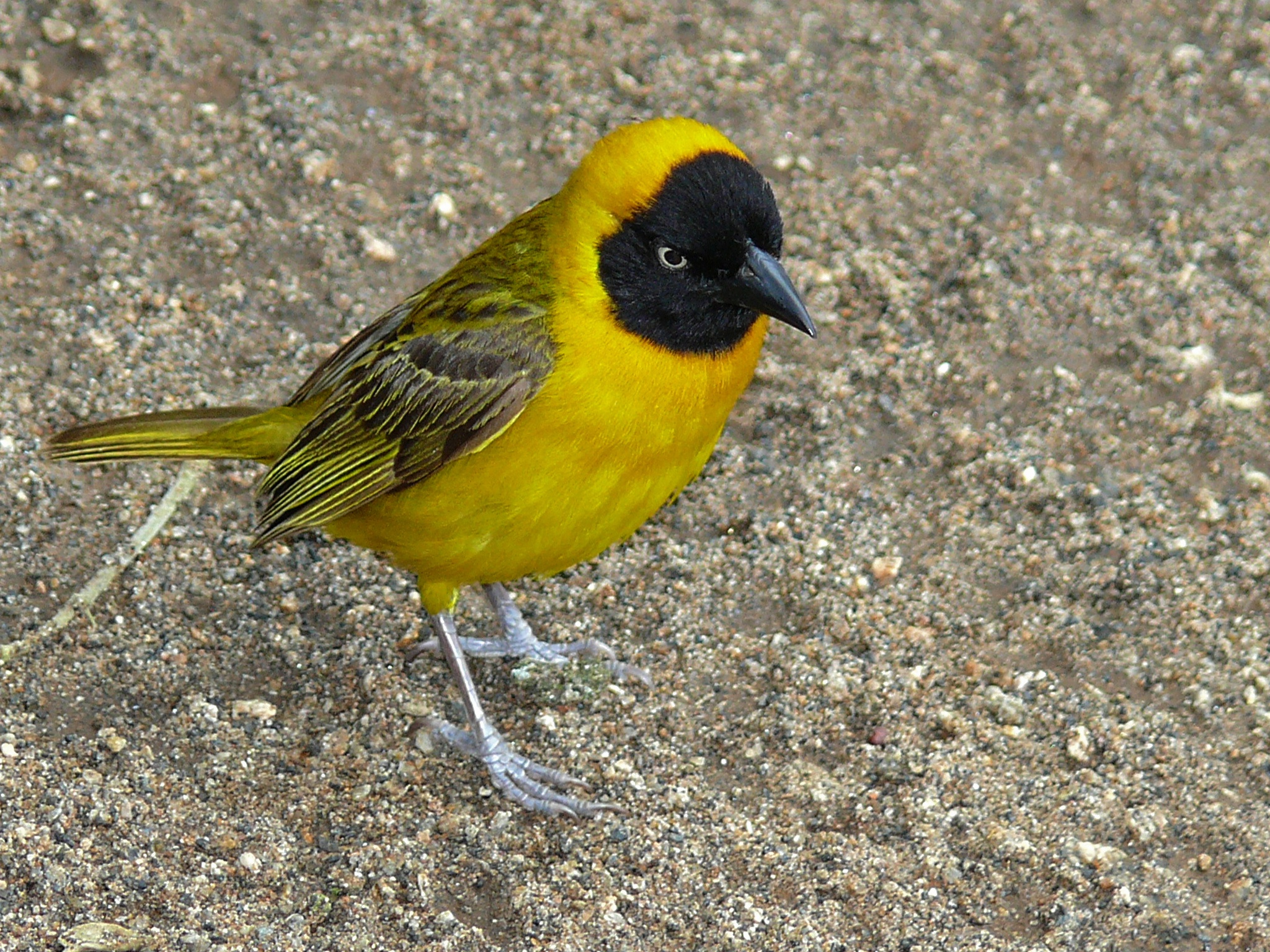